# Rechtsgeschäftsgebühr
Eine Rechtsgeschäftsgebühr (Gesetzeswortlaut: Gebühren für Rechtsgeschäfte) ist in Österreich gemäß Gebührengesetz 1957 (GebG) für Rechtsgeschäfte fällig, welche im GebG explizit angeführt sind und wenn über sie eine Urkunde errichtet wird (§ 15 Abs. 1 GebG). Bei schriftlichen Rechtsgeschäften die im III. Abschnitt nicht angeführt sind, fällt keine Rechtsgeschäftsgebühr an (§ 15 Abs. 1 GebG).
Mündliche Rechtsgeschäfte lösen keine Gebührenpflicht aus (§ 15 Abs. 1 GebG), sofern die mündliche Erklärung nicht schriftlich festgehalten wird (§ 17 Abs. 2 GebG).

## Urkunden
Für die Festsetzung der Gebühren ist der Inhalt der über das Rechtsgeschäft errichteten Schrift (Urkunde) maßgebend (§ 17 Abs. 1 GebG). Ist der Inhalt einer Urkunde über ein bestimmtes Rechtsgeschäft undeutlich formuliert, so wird bis zum Gegenbeweise der Tatbestand vermutet, der die Gebührenschuld begründet oder die höhere Gebühr zur Folge hat (§ 17 Abs. 2 GebG). Ebenso hebt die Vernichtung der Urkunde, die Aufhebung des Rechtsgeschäftes oder das Unterbleiben seiner Ausführung die entstandene Gebührenschuld nicht auf (§ 17 Abs. 5 GebG).
Für Urkunden, die teilweise Inhalte von Rechtsgeschäften aufweisen, die im Gebührengesetz als gebührenpflichtig benannt sind, müssen für diesen gebührenpflichtigen Teil die Gebühren entrichtet werden (§ 19 Abs. 1 GebG). Sind in einer Urkunde mehrere unterschiedliche Rechtsgeschäfte angeführt, welches jedes für sich gebührenpflichtig ist, so muss für jedes Rechtsgeschäft getrennt die Rechtsgeschäftsgebühr entrichtet werden (§ 19 Abs. 2 GebG).
Als Urkunde kann unter Umständen auch jedes elektronische Dokument (z. B. E-Mail) dienen, auch wenn dieses nicht ausgedruckt wird. Der österreichische Verwaltungsgerichtshof hat in einer Entscheidung dies bestätigt, sofern das elektronische Dokument eine „sichere“ elektronische Signatur aufweist. Dann sei diese Signatur einer handschriftlichen Unterschriften gleichzustellen.

### Unterschriften
Die Gebührenpflicht nach dem GebG entsteht grundsätzlich bei der Unterzeichnung der physisch vorhandenen Urkunde. Der Ausdruck der Urkunde ist bei elektronischen Dokumenten jedoch keine Voraussetzung für das Entstehen der Gebührenschuld. Nach § 18 Abs. 1 GebG steht der handschriftlichen Unterzeichnung durch den Aussteller die Unterschrift gleich, die von ihm oder in seinem Auftrag, oder mit seinem Einverständnis mechanisch oder in jeder anderen technisch möglichen Weise hergestellt oder mit Namenszeichnung vollzogen wird. Ebenso steht der Unterzeichnung auch eine Verhandlungsniederschrift gleich (§ 18 Abs. 2 GebG):
1. über einen Vertrag, wenn die Niederschrift nur von einem Vertragsteil unterzeichnet wird,
2. über eine einseitige Erklärung, wenn die Niederschrift nur vom Erklärungsempfänger unterzeichnet wird, so dann
3. Gedenkprotokolle, das sind Niederschriften, in denen von einer oder mehreren Personen durch Beisetzung ihrer Unterschrift bekundet wird, daß andere Personen in ihrer Gegenwart ein Rechtsgeschäft geschlossen oder ihnen über den erfolgten Abschluß eines Rechtsgeschäftes Mitteilung gemacht haben, unterliegen der Gebühr für das Rechtsgeschäft, auf das sich das Gedenkprotokoll bezieht (Abs. 3).
4. Erklärungen (Eingaben, Protokolle), womit vor Gericht oder anderen Behörden ein Rechtsgeschäft beurkundet wird, sind, sofern über das Rechtsgeschäft noch keine andere Urkunde in einer für das Entstehen der Gebührenschuld maßgeblichen Weise errichtet worden ist, als Rechtsurkunden anzusehen und unterliegen der für das Rechtsgeschäft vorgesehenen Gebühr (Abs. 4),
5. Punktationen im Sinne des § 885 ABGB sind nach ihrem Inhalte wie Urkunden über Rechtsgeschäfte gebührenpflichtig; dasselbe gilt von Entwürfen oder Aufsätzen von zweiseitig verbindlichen Rechtsgeschäften, wenn sie von beiden vertragschließenden Teilen unterzeichnet sind oder wenn sie bloß von einem Teil unterzeichnet sind und sich in den Händen des anderen Teiles befinden (Abs. 5).

Ausnahmen finden sich in § 20 GebG.

## Gebühren für Rechtsgeschäfte
Gemäß § 33 GebG gelten folgende Tarif für Rechtsgeschäfte:
- Annahmeverträge (Adoptionsverträge) – vom Wert des Vermögens: 1 v.H.[4] (Eins von Hundert = 1 %)
- Anweisungen, wodurch von dem Anweisenden einem Dritten eine Leistung an eine andere Person aufgetragen wird, vom Werte der Leistung: 2 v.H.[5]
- Bestandverträge und sonstige Verträge, wodurch jemand den Gebrauch einer unverbrauchbaren Sache auf eine gewisse Zeit und gegen einen bestimmten Preis erhält, nach dem Wert (§ 33 TP 5 Abs. 1 GebG)
  - im Allgemeinen: 1 v.H.
  - bei Jagdpachtvertrag: 2 v.H.

Bei unbestimmter Vertragsdauer sind nach § 33 TP 5 Abs. 3 GebG die wiederkehrenden Leistungen mit dem Dreifachen des Jahreswertes zu bewerten, bei bestimmter Vertragsdauer mit dem dieser Vertragsdauer entsprechend vervielfachten Jahreswert, höchstens jedoch dem 18-fachen des Jahreswertes (Ausnahmen siehe unten).
- Bürgschaftserklärungen (§ 33 TP 7 GebG): 1 v.H. (mit Ausnahmen für solche, die im Strafverfahren und überhaupt zur Sicherung allgemeiner Interessen außer dem öffentlichen Dienst oder einem Vertragsverhältnisse gegeben werden müssen) und für Bürgschaftserklärungen von Kreditinstituten an Körperschaften des öffentlichen Rechtes sowie an Eisenbahnunternehmungen, die dem öffentlichen Verkehre dienen.
- Dienstbarkeiten (§ 33 TP 9 GebG): 2 v.H.
- Ehepakte (§ 33 TP 11 GebG): 1 v.H.
- Glücksverträge (§ 33 TP 17 GebG): grundsätzlich 2 v.H.
- Hypothekarverschreibungen (§ 33 TP 18 GebG): 1 v.H.
- außergerichtliche Vergleiche (§ 33 TP 20 GebG):
  - wenn der Vergleich über anhängige Rechtsstreitigkeiten getroffen wird 1 v.H.,
  - sonst 2 v.H. vom Gesamtwert der von jeder Partei übernommenen Leistungen (bezüglich Gebührenbefreiungen siehe unten).
- Zessionen (§ 33 TP 21 Abs. 1 GebG) für Zessionen oder Abtretungen von Schuldforderungen oder anderen Rechten vom Entgelt: 0,8 v.H. (vielfältige Ausnahmen in Abs. 2)
- Wechsel (§ 33 TP 22 GebG): generell 1/8 v. H. (0,125 %) der Wechselsumme mit vielfältigen Ausnahmen nach § 33 TP 22 Abs. 2 bis 6 und Gebührenbefreiungen nach Abs. 7).

## Vertragserrichtung im Ausland
Grundsätzlich entsteht die Gebührenschuld nach § 16 Abs. 1 GebG nur für Rechtsgeschäfte, wenn die Urkunde über das Rechtsgeschäft im Inland errichtet wird. Wird über ein Rechtsgeschäft eine Urkunde im Ausland errichtet, so entsteht die Gebührenschuld (§ 16 Abs. 1 GebG):
- wenn die Parteien des Rechtsgeschäftes im Inland einen Wohnsitz (gewöhnlichen Aufenthalt), ihre Geschäftsleitung oder ihren Sitz haben oder eine inländische Betriebsstätte unterhalten und
  - das Rechtsgeschäft eine im Inland befindliche Sache betrifft oder
  - eine Partei im Inland zu einer Leistung auf Grund des Rechtsgeschäftes berechtigt oder verpflichtet ist, in dem für im Inland errichtete Urkunden maßgeblichen Zeitpunkt; wenn jedoch die in lit. a oder lit. b bezeichneten Erfordernisse erst im Zeitpunkt der Errichtung eines Zusatzes oder Nachtrages erfüllt sind, in diesem Zeitpunkt, im übrigen
- wenn die Urkunde (beglaubigte Abschrift) in das Inland gebracht wird und entweder
  - das Rechtsgeschäft ein in Z 1 lit. a oder lit. b bezeichnetes Erfordernis erfüllt, im Zeitpunkt der Einbringung der Urkunde in das Inland, oder
  - auf Grund des Rechtsgeschäftes im Inland eine rechtserhebliche Handlung vorgenommen oder von der Urkunde (Abschrift) ein amtlicher Gebrauch gemacht wird, mit der Vornahme dieser Handlungen.

## Selbstberechnung
Verschiedene Rechtsgeschäftsgebühren nach dem Gebührengesetz müssen von den Abgabenschuldnern oder den Parteienvertretern (z. B. Notare, Rechtsanwälte, Wirtschaftstreuhänder – siehe auch § 33 TP 5 Abs. 5 Zif. 4 und 5 GebG)  selbst berechnet und zeitgerecht abgeführt werden (§ 3 Abs. 4 und Abs. 4a GebG). Zur Haftung für die Gebührenschuld siehe § 28 bis 32 GebG.

## Zuständiges Finanzamt
Das für die Rechtsgeschäftsgebühr (Gebührengesetz 1957) zuständige Finanzamt für Gebühren, Verkehrsteuern und Glücksspiel hat den Sitz in Wien.

## Gebührenbefreiung

### Generelle Gebührenbefreiung
Von der Entrichtung von Gebühren sind nach § 2 GebG befreit:
1. Der Bund, die von ihm betriebenen Unternehmungen sowie öffentlich-rechtliche Fonds, deren Abgänge er zu decken verpflichtet ist;
2. die übrigen Gebietskörperschaften im Rahmen ihres öffentlich-rechtlichen Wirkungskreises;
3. öffentlich-rechtliche Körperschaften, weiters alle Vereinigungen, die ausschließlich wissenschaftliche, Humanitäts- oder Wohltätigkeitszwecke verfolgen, hinsichtlich ihres Schriftenverkehres mit den öffentlichen Behörden und Ämtern;
4. die als Gesandte fremder Mächte bestellten Angehörigen auswärtiger Staaten rücksichtlich der von ihnen selbst oder ihren Bevollmächtigten oder Vertretern statt ihrer ausgestellten Schriften, sofern diese sich nicht auf Rechtsgeschäfte über unbewegliche, im Inlande gelegene Sachen oder auf den letzteren haftende Forderungen beziehen.

### Spezielle Gebührenbefreiungen
Nach § 15 Abs. 3 GebG sind Rechtsgeschäfte, die unter das Erbschafts- und Schenkungssteuergesetz, Grunderwerbsteuergesetz, Kapitalverkehrsteuergesetz (I. Teil Gesellschaftsteuer und II. Teil Wertpapiersteuer) oder Versicherungssteuergesetz sowie das Stiftungseingangssteuergesetz fallen, von der Gebührenpflicht ausgenommen.
Gebührenfrei sind auch nach § 33 TP 5 Abs. 4 GebG (Bestandsverträge):
1. Verträge über die Miete von Wohnräumen bis zu einer Dauer von drei Monaten. Wird ein Mietverhältnis über diesen Zeitraum hinaus fortgesetzt, so wird der Mietvertrag im Zeitpunkt der Fortsetzung gebührenpflichtig und gilt mangels anderer beurkundeter Parteienvereinbarung vertraglich als auf unbestimmte Zeit verlängert;
2. Urheberrechtliche und leistungsschutzrechtliche Nutzungsverträge sowie Patent-, Marken- und Musterlizenzverträge;
3. Bestandverträge, bei denen der für die Gebührenbemessung maßgebliche Wert 150 Euro nicht übersteigt;
4. Aufforderungsschreiben, mit denen die Entrichtung eines Erhaltungsbeitrages gemäß § 45 MRG begehrt wird.

Gebührenfrei sind nach § 33 TP 20 Abs. 2 GebG (außergerichtliche Vergleiche):
1. Vergleiche über Unterhaltsansprüche Minderjähriger;
2. Vergleiche mit Versicherungsunternehmungen über Ansprüche aus Kranken- oder Schadensversicherungsverträgen;
3. Vergleiche, die mit einem Sozialhilfeträger über Ersatzansprüche abgeschlossen werden;
4. Vergleiche mit dem Bundesminister für Finanzen namens des Bundes über Ansprüche aus Haftungen nach dem Ausfuhrförderungsgesetz 1981.

Zahlreiche weitere Ausnahmen nach § 35 GebG und weiteren Bestimmungen z. B. in § 33 GebG.